# Eparchia samborsko-drohobycka

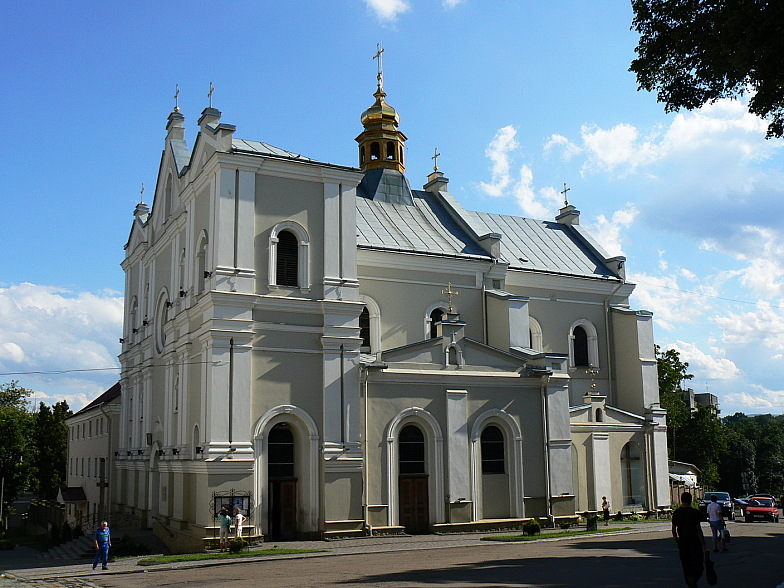
Sobór Katedralny Trójcy Przenajświętszej w Drohobyczu

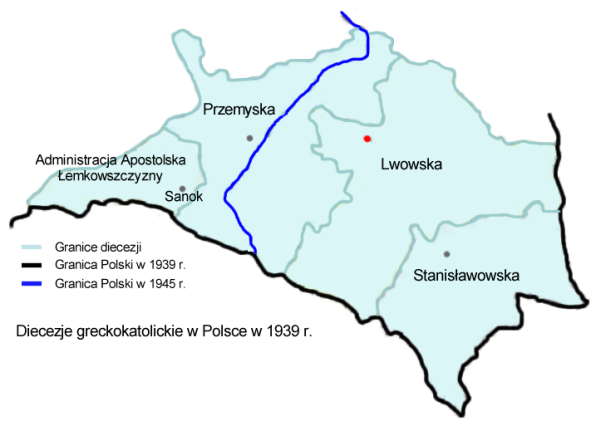
Podział eparchii przemyskiej w 1945

Eparchia samborsko-drohobycka – eparchia kościoła greckokatolickiego na Ukrainie, utworzona w 1993 z terytorium archieparchii lwowskiej.

## Historia
W XIII wieku w Starym Samborze istniało prawosławne biskupstwo samborskie. Biskupi mieli siedzibę w monasterze w Spasa. Znane są imiona czterech biskupów: Abraham (1254), Eufemij (1271), Ilarion, Antoni (1295). W 1422 roku biskupstwo samborskie zostało złączone z biskupstwem przemyskim, i od tego czasu było zwane jako eparchia przemysko-samborska.
W 1596 roku bp prawosławny Michał Kopysteński nie przystąpił do Unii Brzeskiej. Tylko nieliczne duchowieństwo przystępowało do Unii, co było przyczyną konfliktu unicko-prawosławnego. Od tego czasu równolegle do biskupów prawosławnych wyznaczano biskupów unickich: bp Atanazy Krupecki (1610–1652), bp Prokop Chmielewski (1652–1664), bp Antoni Terlecki (1664–1669), Jan Małachowski (1671–1691). W 1679 roku prawosławnym biskupem w Przemyślu został bp Innocenty Winnicki, który w 1691 roku przystąpił do Unii i powstała greckokatolicka eparchia przemysko-samborsko-sanocka. W 1694 roku w eparchii było 31 dekanatów.
W 1827 roku w cyrkule samborskim było 215 977 wiernych w dekanatach: samborskim, komarneńskim, horożańskim, mokrzańskmi, drohobyckim, wysoczańskim, żukotynieckim, starosamborskim, starosolskim.
W 1945 roku po ustaleniu nowej granicy państwowej, tereny te zostały przyłączone do Ukraińskiej SRR. W 1946 roku władze radzieckie zorganizowały we Lwowie pseudosobór, na którym uchwalono przymusowe zjednoczenie cerkwi grekokatolickiej z prawosławiem. W latach 1946–1991 cerkiew greckokatolicka prowadziła działalność podziemną. W grudniu 1989 roku władze radzieckie ogłosiły deklarację o możliwości legalizacji cerkwi grekokatolickiej. Do czerwca 1990 roku na zachodniej Ukrainie odzyskano 803 cerkwie.
W dniach 16-31 maja 1992 roku odbył się Synod Biskupów Ukraińskiego Kościoła Greckokatolickiego, na którym podjęto decyzję o utworzeniu eparchii samborsko-drohobyckiej, eparchię tarnopolską i eparchię zborowską. 12 lipca 1993 roku kard. abp Myrosław Lubacziwski utworzył eparchię samborsko-drohobycką, z wydzielonego terytorium archieparchii lwowskiej. Początkowo eparchia była podzielona na 6 dekanatów: drohobycki, mościski, samborski, skoliwski, starosamborski i turczański, których granice pokrywały się z granicami administracyjnych rejonów. W 1995 roku utworzono 12 nowych dekanatów: borysławski, wysocki, dobromilski, drohobycki, drohobycki (rejonowy), medenicki, mokrzański, mościski, podbuzki, rudecki, samborski, skolski, sławski, starosamborski, truskawiecki, turczański i tucholski.
W 1996 roku na bazie Katechetycznego Instytutu Trójcy Przenajświętszej w Drohobyczu, utworzono Drohobyckie Seminarium Duchowne, które w 2003 roku otrzymało imię błogosławionych męczenników Seweryna, Witalija i Jakima.
W 1999 roku utworzono 2 nowe dekanaty: dublański i chyrowski, a w listopadzie 2001 roku dekanat drohobycki rejonowy przemianowano na liszniański. 
29 sierpnia 2005 r. diecezja stała się częścią Metropolii Kijowskiej, jednak 21 listopada 2011 r. powróciła do Metropolii Lwowskiej.

## Dekanaty
- Borysławski
- Chyrowski
- Dobromilski
- Drohobycki
- Dublański
- Liszniański
- Medenicki
- Mokrzański
- Mościski
- Podbuzki
- Rudecki
- Samborski
- Skoliwski
- Sławski
- Starosamborski
- Sądowowiszniański
- Truskawiecki
- Turczański
- Tucholski
- Wysocki

## Biskupi eparchii
- Julian Woronowski (administrator 1993–1994, ordynariusz 1994–2011)
- Jarosław Pryriz (CSsR) (ordynariusz od 2011)